# یواس‌اس هالسی (دی‌ال‌جی-۲۳)
یواس‌اس هالسی (دی‌ال‌جی-۲۳) (به انگلیسی: USS Halsey (DLG-23)) یک کشتی بود که طول آن ۵۳۳ فوت (۱۶۲ متر) بود. این کشتی در سال ۱۹۶۲ ساخته شد.